# Droga wojewódzka 213
Die Droga wojewódzka 213 (DW 213) ist eine polnische Woiwodschaftsstraße, die die Woiwodschaft Pommern in Ost-West-Richtung durchzieht. Sie verbindet die Pobrzeże Kaszubskie (Kaschubische Schweiz) an der Zatoka Gdańska (Danziger Bucht) – beginnend fünf Kilometer südöstlich der Kreisstadt Puck (Putzig) – mit der pommerschen Kreisstadt Słupsk (Stolp). In ihrem Verlauf ist die DW 213 Bindeglied zwischen mehreren Woiwodschaftsstraßen: die DW 216 (bei Celbowo (Celbau)), die DW 215 (bei Sulicice (Sulitz)), die DW 218 (bei Krokowa (Krockow)), die DW 214 (bei Wicko (Vietzig)) und die DW 210 (bei Słupsk (Stolp)), wo sie auch auf die Landesstraße (DK) 6 trifft.
Auf ihrem Weg durchfährt die DW 213 vier Kreisgebiete: Powiat Pucki (Kreis Putzig), Powiat Wejherowski (Kreis Neustadt (Westpreußen)), Powiat Lęborski (Kreis Lauenburg (Pommern)) und Powiat Słupski (Kreis Stolp). Die Gesamtlänge der Straße beträgt 109 Kilometer.

## Streckenverlauf
Woiwodschaft Pommern:
Powiat Pucki (Kreis Putzig):

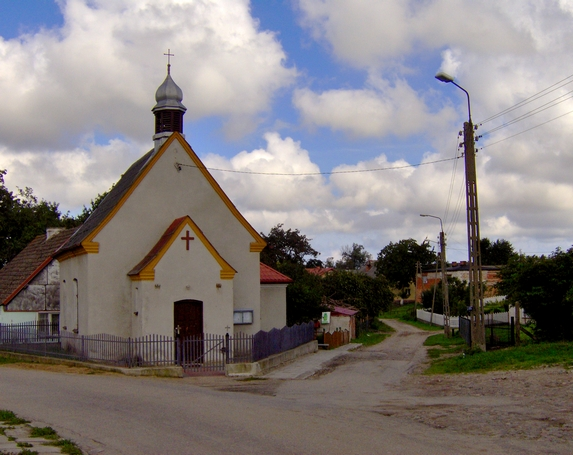
Die Kirche in Werblinia (Werblin)

- Celbowo (Celbau) (DW 216: Reda (Rheda) ↔ Puck (Putzig) – Władysławowo (Großendorf) – Jastarnia (Heisternest) – Hel (Hela))
- Połczyno (Polzin)
- Werblinia (Werblin)
- Starzyno (Groß Starsin)
- Sulicice (Sulitz) (DW 215: → Sławoszyno (Schlawoschin) – Jastrzębia Góra (Habichtsberg) – Władysławowo (Großendorf))
- Minkowice (Menkewitz)
- Krokowa (Krockow) (DW 218: → Wejherowo (Neustadt (Westpreußen)) – Chwaszyno (Quaschin) – Gdańsk-Oliwa (Danzig-Oliva))

- Żarnowiec (Zarnowitz)

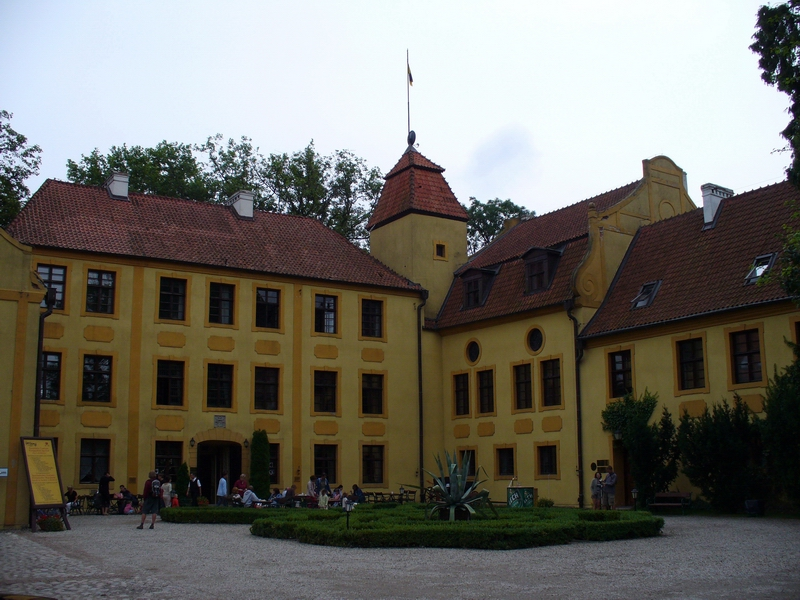
Das Schloss der Familie Krockow in Krokowa (Krockow)

o polnisch-deutsche Grenze 1920–1939 o
- Wierzchucino (Wierschutzin)

X PKP-Linie 230: Wejherowo (Neustadt (Westpreußen)) – Garczegorze (Garzigar) X
Powiat Wejherowski (Kreis Neustadt (Westpreußen)):
- Lublewko (Klein Lüblow)
- Choczewo (Gotendorf)
- Żelazna (Hohenwaldheim)

X PKP-Linie 230 (wie oben) X
- Borkowo Lęborskie (Borkow)

Powiat Lęborski (Kreis Lauenburg (Pommern)):
- Strzeszewo (Stresow)
- Maszewko (Klein Massow)

X PKP-Linie 229: Pruszcz Gdański (Praust) – Kartuzy (Karthaus) – Lębork (Lauenburg (Pommern)) – Łeba (Leba) X
- Wicko (Vietzig) (DW 214: Łeba (Leba) ↔ Lębork (Lauenburg (Pommern)) – Kościerzyna (Berent) – Warlubie (Warlubien))

~ Łeba (Leba) ~
Powiat Słupski (Kreis Stolp):
- Cecenowo (Zezenow)
- Pobłocie (Poblotz)
- Główczyce (Glowitz)

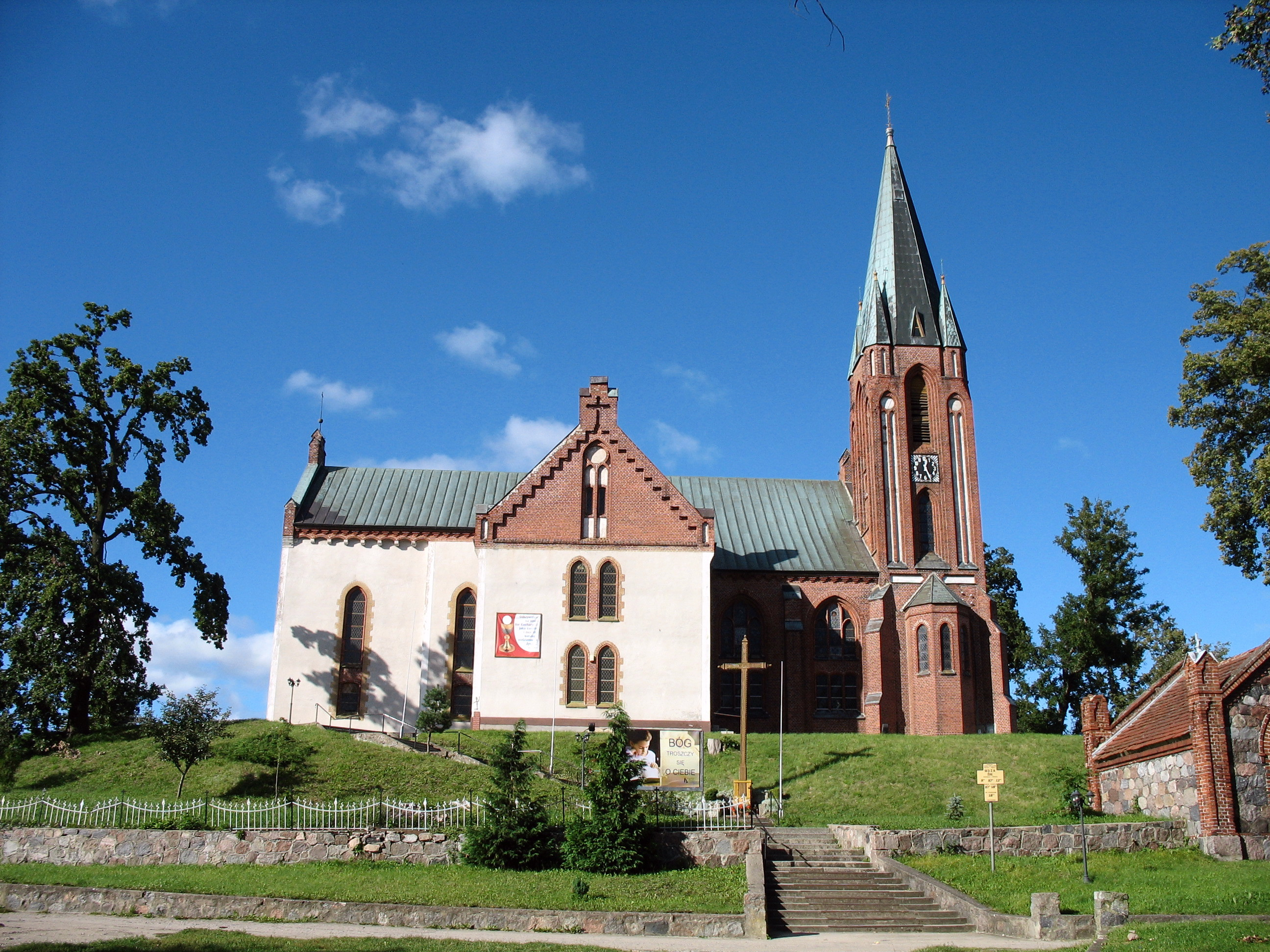
Die Kirche in Główczyce (Glowitz)

- Żelkowo (bis 1937 Wendisch Silkow, 1938–1945 Schwerinshöhe)
- Wrzeście (Freist)
- Lubuczewo (Lübzow)
- Siemianice (Schmaatz)

X PKP-Linie 202: Gdańsk (Danzig) – Koszalin (Köslin) – Stargard (Stargard in Pommern) X
- Słupsk-Ryczewo (Ritzow)
- Słupsk (Stolp) (DK 6 (Europastraße 28): Wejherowo (Neustadt (Westpreußen)) – Gdańsk (Danzig) ↔ Sławno (Schlawe) – Koszalin (köslin) – Szczecin (Stettin) und DW 210: Ustka (Stolpmünde) ↔ Dębnica Kaszubska (Rathsdamnitz) – Motarzyno (Muttrin) – Unichowo (Wundichow))